# 騷擾

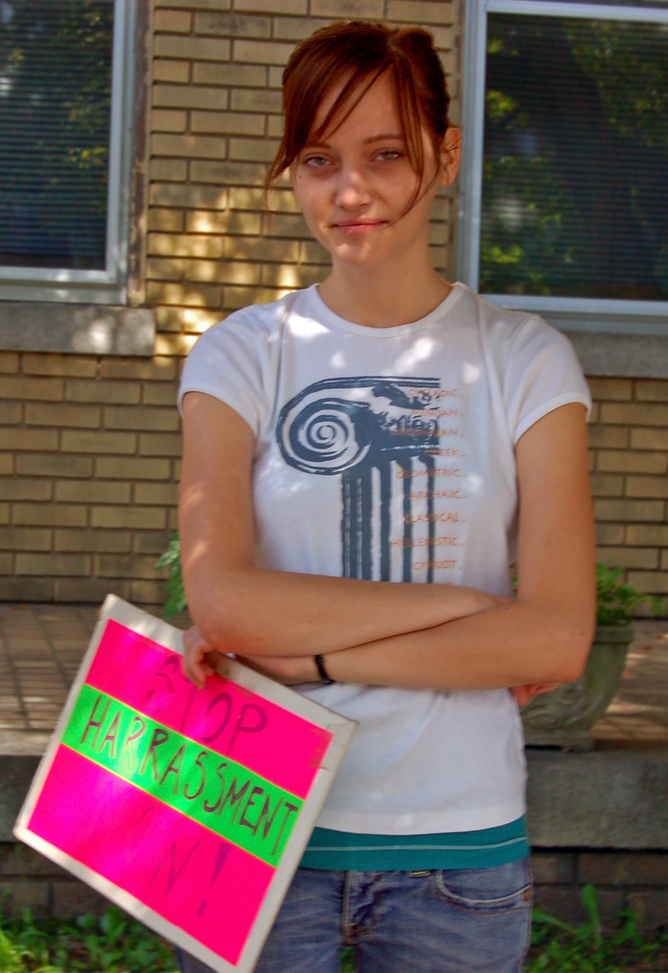
在美國維吉尼亞州里奇蒙市的一家堕胎诊所前，妇女持著反骚扰标志，以反對反墮胎者的騷擾

骚扰涉及各种各样的冒犯行為，通常被理解为干扰或扰乱的行为，它的特征是重复的。在法律意义上，这似乎是令人不安或威胁的行为。性骚扰是指持续和不必要的各種性方面之冒犯行为。通常在工作场所的性骚扰，拒绝的后果对受害者可能非常不利。
被骚扰者面对骚扰（性骚扰）、跟踪或其它威胁时，由于所在地的司法和社会环境的不同，会有截然相反的境遇。在亚洲，特别是东亚地区，异性之间的骚扰普遍地被社会文化、司法机构所纵容，社会文化通常将此类骚扰行为美化成求爱，是为常见的社会问题。

## 词源
这个词自从大约在1618年以英语为基础，作为法语的外来语,反过来已经在1572年证明了折磨，烦恼，麻烦，以及后来的1609年也被称为被穷尽的条件，过度疲劳。法国的动词骚扰者本身就是拉脱维亚语中第一个记录，第1527部分是 修昔底德’ 伯罗奔尼撒战争史 这是在希腊人和罗马尼亚国家的 伯罗奔尼撒和 雅典人之间意味着消除（通过反复袭击来消灭敌人）; 在1562年的军事念头Chanson dufranc archer中，这个词被称为一个憔悴的果汁（de poil fauveau，tant maigre etharassée：fawn horsehair，so meager and ...），它被认为是动词被用来意味着过度
关于动词骚扰者的起源的假设是哈希 / 哈拉奇，它在十四世纪被用于诸如courrieàla harache（追求）和prendre aucun par la harache（让某人受到约束）的表达。所述的Französisches Etymologisches Wörterbuch, 法语的德词源词典（1922年至2002年）和音素语法比较两者harace和harache到感叹词野兔和阿罗通过指称一个贬义和增加的形式。后者是一个感叹号，表示遇险和紧急情况（自1180年以来记录），但也在1529年晚些时候以crier haro sur表示（以致对某人产生愤慨）。1204年已经报道了野兔的使用，作为公开活动作为交易会或市场的命令，后来（1377年）仍然是指挥，但指的是狗。这本字典暗示了一个haro / hare与旧的下一个franconian * hara（这里）（通过使一只狗跟随）的关系。
特别是这种贬低在理论上可能是第一个词（哈希），也可能在哈佛的语音似是而非，第一个受欢迎的证明中使用的动词骚扰者的语义，句法和语音相似性应注意haras这个词：在1160年的哈拉斯已经指出一群马为了繁殖而被约束在一起，在1280年，它还指出了这些马被约束的封闭设施本身。起源本身骚扰被认为是旧的斯堪的纳维亚哈尔与罗马尼亚后缀-as，这意味着灰色或dimmish马毛。有争议的是词源关系到阿拉伯语意为马市的罗马 阿拉伯語羅馬化为阿拉伯馬.
虽然这个词的法国原产骚扰是超出了所有问题 牛津英語詞典和那些字典基础上，一个所谓古法语动词harer应该是法语动词的起源骚扰，尽管这个动词不能找到法国语源字典类似于Centre national de ressources textuelles et lexicales 或者Trésor de la langue française informatisé （见相关链接中指出的相应网站）; 因为进入进一步声称是从野兔派生的，像法语的德国提到词源词典的可能印错harer = HAR / ASS / ER = 骚扰是合理的或不能被排除。在这些字典中，与骚扰的关系是解释煽动仇恨，以敦促/设定一只狗，尽管事实上应该表明一个呼喊来，不要去（hare = hara = 在这里 ;参见上文）。所述的参见美國傳統英語字典 。

## 类型

### 电子
电子骚扰是声称使用电磁辐射骚扰受害者的一个未经官方证实的都市传说。心理学家已经确定了那些声称是被针对性监控和骚扰的人与幻聽、妄想症、精神病有关的证据

### 业主
业主骚扰是土地主或其代理人为一个或多个租户不舒服的条件而愿意创造的，以便放弃租赁合同. 经常寻求这样的策略，因为它避免了昂贵的法律 费用 和驱逐的潜在问题.  这种活动在租金控制法存在的地区很常见，但不允许将租金控制的价格从一个租赁直接延长到后续租赁，从而允许房东设定较高的价格。业主骚扰在某些司法管轄權受到特定的法律惩罚但在许多情况下，执法非常困难甚至是不可能的。但是，当犯罪发生时，与上述相似的动机随后在法庭上得到证实，那么这些动机可能被认为是许多司法管辖区的加重因素，从而使罪犯受到更严格的裁判 (法律).

### 手机
手机骚扰是指任何类型的发送 短信, 文本, 多媒體短訊, 视频消息, 或语音邮件从 手机 威胁，折磨，侮辱或者这些消息的接收者。这是一种 網路霸凌的形式.

### 網路

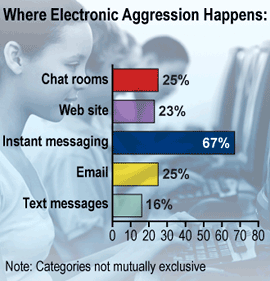
美国疾病控制与预防中心調查2008年為止，美國年輕人網路霸凌的地方。

網路騷擾會針對特定人士的种族，宗教，国籍、身心障礙、性取向等，不斷對其發表猥褻與貶損的發言。这通常发生在聊天室與新闻组、或把仇恨电子邮件发送到關係方。有時騷擾者可能还會窃取受害者及其家属的照片、以令人反感的方式对处理这些照片，再张贴到社交媒体上，引發對方情绪困扰（见網路霸凌、網路纏擾、仇恨犯罪、在线猎手、數位性別暴力、纏擾）。

### 警察
警察骚扰是指執法人員對受害者进行不公平对待，包括但不限于警察暴力、种族归纳、恐嚇、脅迫、或以种族、族群、宗教、性别，年龄等形式實行歧視。

### 权利
权力骚扰是一种政治性的骚扰或不受欢迎的关注，往往发生在包括医院，学校和大学在内的工作环境中。它包括从轻度刺激和烦恼到严重虐待行为的一系列行为，甚至可能涉及超出工作描述边界的强制活动。权力骚扰被认为是一种非法 歧視的形式，是一种政治和精神虐待, 以及霸凌.

### 心理学
这是侮辱性，恐吓性或滥用行为，往往难以发现，除了受害者报告或投诉外，没有其他证据。这个特征会降低一个人的自尊心或引起一个折磨。这可以采取言语评论的形式，设计恐慌情节，积极行动或重复的手势。属于这一类的是个人或团体工作场所骚扰 滋扰.
同时，基于社区的心理骚扰也是由一群人对一个个人进行缠扰，使用反复的分心，让个人敏感。媒体报道，大量协调群体纏擾 个人缠扰的受害者，包括由现役警察中尉提供的新闻采访，将这种以社区为基础的骚扰描述为帮派缠扰。.

### 种族
个人因种族或种族而定位。骚扰可能包括专门设计的词语，行为和行为，以使目标由于种族或种族而感到退化。

### 宗教

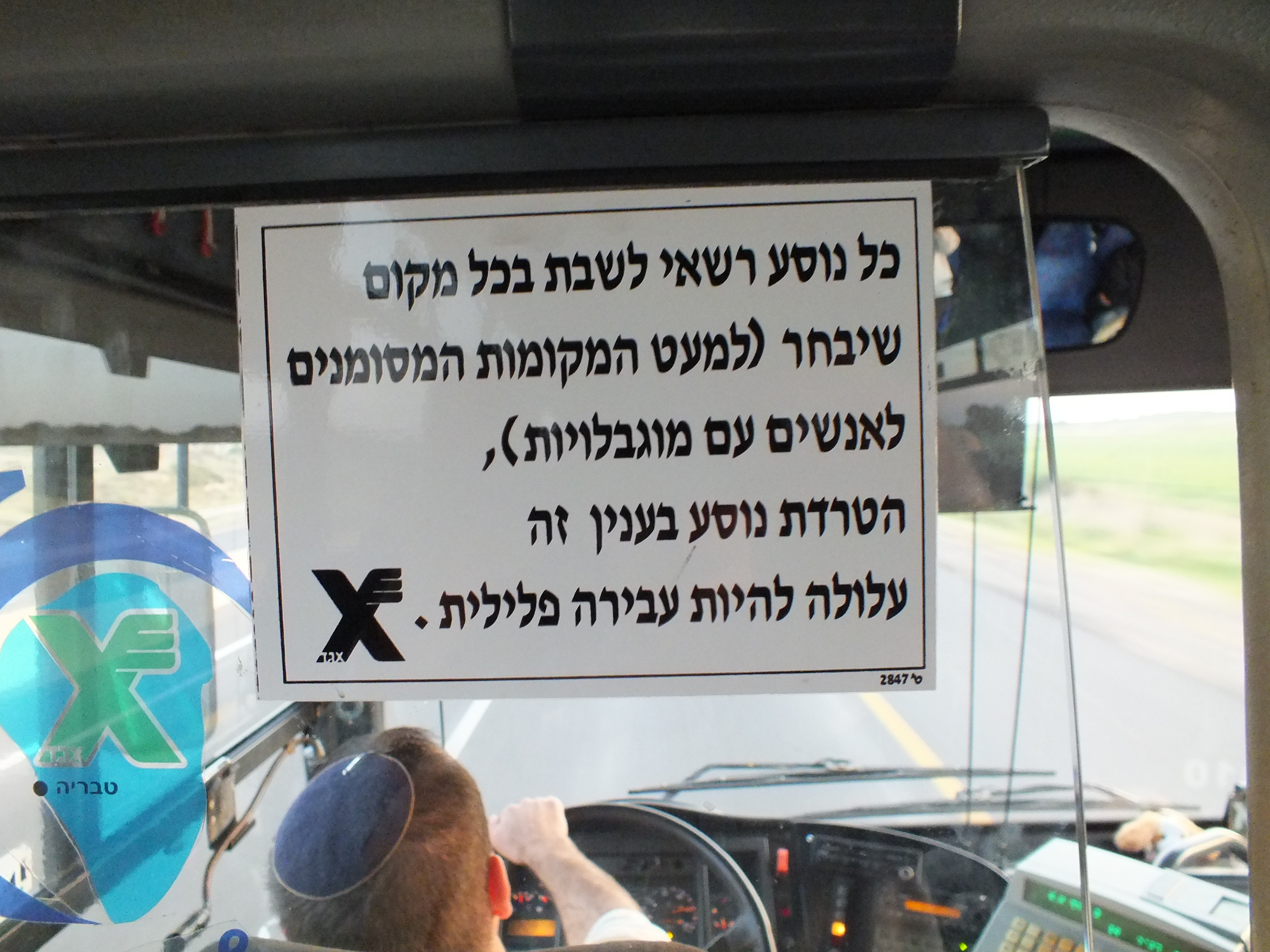
Notice to passengers posted behind bus driver, in Hebrew: "Every passenger may take any seat they choose (excepting places marked for disabled persons); harassing a passenger in this regard may be a criminal offence".

针对目标使用言语，心理或身体骚扰，因为他们选择练习特定的宗教。宗教骚扰也可能包括强迫和非自愿转换.

### 性
骚扰可能发生在任何地方，但在工作场所和学校最常见。它涉及不必要和不受欢迎的言语，行为，行为，手势，符号或性性行为，使目标感到不舒服。性别和性取向的骚扰属于这个家庭。反对性骚扰的团体的主要焦点是保护妇女，但最近几年来，男人不受性骚扰的保护已经开始显现。

### 工作场所
工作场所骚扰是：
- 针对个体工人或一群工人的进攻，轻视或威胁的行为。[10]
- 恶意的，有害的或尴尬的企图破坏个体工人或工人团体的恶意交易。[11]

最近，从业人员和研究人员工作场所骚扰事件感兴趣，因为它正在成为有效工作场所管理最敏感的领域之一。在 东方国家，自20世纪80年代以来，它引起了研究人员和政府的关注，因为工作压力的重要来源与工作场所的侵略行为有关。第三世界国家远远落后于东方国家，因为对工作场所骚扰问题的调查工作有限。几乎看不到，行政领导（经理）在第三世界国家几乎不情愿或无意识。在職業安全世界各地的法律，職場霸凌被确定为核心心理社会危害。

## 法律

### 美国
根据美国的法律，骚扰被定义为任何重复或持续的未经同意的接触，除了产生警报，烦恼或情绪困扰之外，没有任何有用的目的。1964年，美国国会通过了1964年民權法案第七章，该法禁止基于种族，肤色，宗教，民族血统和性别歧视的工作。这后来成为早期骚扰法的法律依据。制定禁止骚扰的工作场所准则的做法是在1969年开创的，当时美国国防部起草了“人类目标宪章”，制定了平等尊重两性的政策。在Meritor Savings Bank v. Vinson（477 U.S. 57 (1986)）中， 美国最高法院承认对雇主的骚扰诉讼，以促进性恶意的工作环境。2006年，时任美国总统乔治·W·布什签署了一项法律，禁止在互联网 （也称濫發電子訊息）传播烦人的信息.，而不会泄漏发件人的真实身份。

#### 新泽西州的反歧视法("LAD")
法援署禁止雇主根据任何法律规定的受保护类别，从事任何与工作有关的行为，包括招聘，面试，雇用，晋升，解雇，赔偿以及雇用条款，条件和特权等方面的歧视。这些受保护的类别是种族，信仰，肤色，国籍，国籍，祖先，年龄，性别（包括怀孕和性骚扰），婚姻状况，家庭伙伴关系状况，亲情或性取向，非典型遗传性细胞或血液性状，遗传信息，军事责任或心理或身体残疾，包括艾滋病和相关疾病。法援署禁止基于任何这些特征的有意识的歧视。故意歧视可采取反映歧视性动画或偏见的差别待遇或陈述和行为。

### 加拿大
1984年，加拿大“人权法”禁止在联邦管辖的工作场所进行性骚。

### 英国
在英国，有一些法律保护人们免受骚扰，其中包括1977年保护免受骚扰法和1994年刑事司法公诉令。